# ガザ地区リーグ
ガザ地区リーグ（ガザちくリーグ）は、パレスチナサッカー協会の2つのトップディビジョンのうちの一つである。もうひとつはヨルダン川西岸地区のウェストバンク・プレミアリーグである。

## 優勝クラブ
以下にこれまでの優勝クラブを示す。
- 1984-85: アル・アハリ・ガザ
- 1985-86: ハダマト・アル・シャティ
- 1986-87: ハダマト・アル・シャティ
- 1995-96: ハダマト・ラファフ
- 1997-98: ハダマト・ラファフ
- 2005-06: ハダマト・ラファフ
- 2008-09: シャバブ・ラファフ
- 2010-11: シャバブ・ハーンユーニス
- 2012-13: シャバブ・ラファフ
- 2013-14: シャバブ・ラファフ
- 2014-15: アル・イテハド・シュジャイーヤ
- 2015-16: ハダマト・ラファフ
- 2016-17: アル・サダカフ
- 2017-18: シャバブ・ハーンユーニス
- 2018-19: ハダマト・ラファフ
- 2019-20: ハダマト・ラファフ
- 2020-21: シャバブ・ラファフ
- 2021-22: シャバブ・ラファフ
- 2022-23: ハダマト・ラファフ